# Gran Facha
Gran Facha (t. Cuspide de Bachimaña) – szczyt górski w Pirenejach. Leży na granicy między Francją (departament Pireneje Wysokie) a Hiszpanią (prowincja Huesca). Szczyt stanowi centrum orograficzne cyrku lodowcowego Marcadau, Piedrafita i Bachimaña, otoczonego przez liczne jeziora.
Pierwszego wejścia dokonał Henry Russell w 1874 r.